# Kazimierz Prószyński

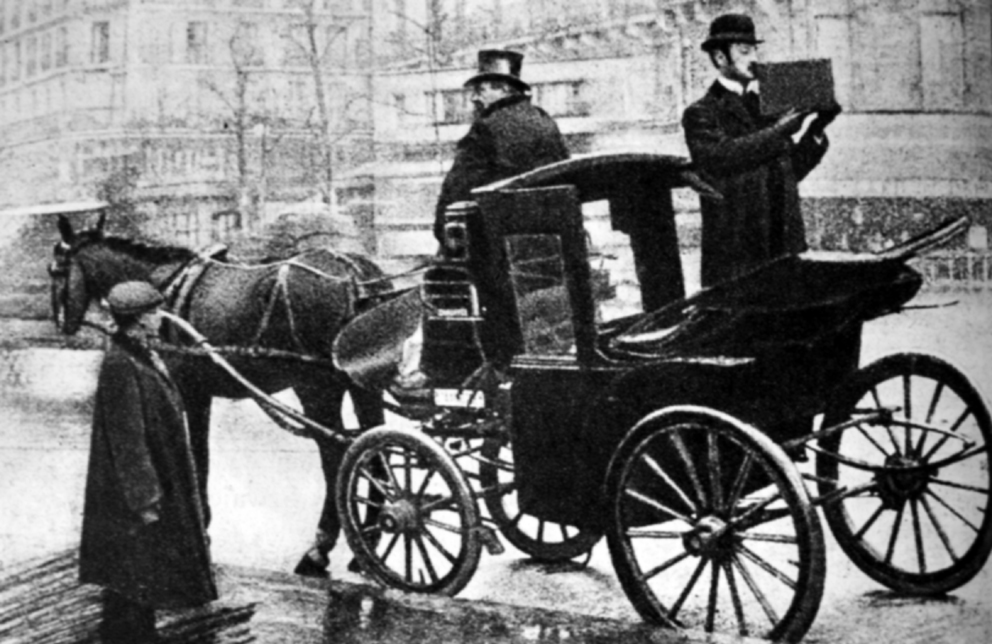
Prószyński filmează străzile Parisului în 1909 cu aparatul său de filmat Aeroscop

Kazimierz Prószyński (n. 4 aprilie 1875, Varșovia, Imperiul Rus – d. 13 martie 1945, Lagărul de concentrare Mauthausen-Gusen, Austria Superioară, Austria) a fost un inventator polonez activ în domeniul cinematografiei. El a brevetat prima sa cameră de filmat, numită Pleograf (Pleograph), înaintea fraților Lumière, iar mai târziu a continuat să îmbunătățească proiectorul cinematografic pentru compania Gaumont, precum și să inventeze camera de mână Aeroskop (Aeroscope) folosită pe scară largă mai ales în primul război mondial.

## Biografie

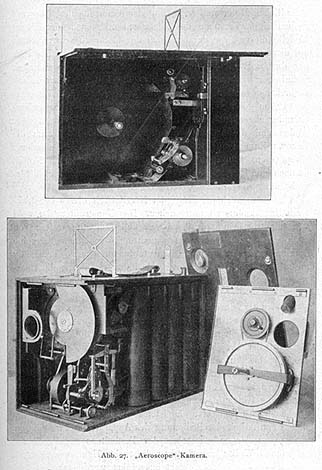
Aeroskop - Invenția lui Prószyński 1909.

Prószyński a fost educat în Polonia și Belgia, a lucrat în Belgia, Franța, Anglia, Statele Unite și Polonia. El a fost nepotul fotografului Stanisław Antoni Prószyński, care a fost acuzat de ruși că a plasat simboluri patriotice pe fundalul fotografiilor făcute în atelierul său și a fost condamnat de autoritățile Rusiei țariste. Kazimierz Prószyński a fost și fiul lui Konrad Prószyński⁠(d), un activ educator, scriitor și editor polonez.
În 1894, Kazimierz Prószyński a construit una dintre primele camere de filmat. Acest Pleograf, sau aparat pentru a face fotografii și a proiecta filme, a fost construit înainte ca frații Lumière să își depună brevetul de invenție. Prószyński a produs, de asemenea, mai multe filme în Polonia la începutul secolului al XX-lea, și a creat un Obturator⁠(d) îmbunătățit pentru proiectorul de film, prima cameră de filmat de mână și a conceput o metodă de sincronizare a sunetului.
Kazimierz Prószyński și-a petrecut o mare parte din viața activă în străinătate. La începutul secolului al XX-lea, a lucrat în Franța și Anglia ca inventator și producător al camerei Aeroskop (1909), alimentată cu aer comprimat. Filmând cu Aeroskop, cameramanul nu a mai trebuit să răsucească continuu manivela, ca la toate camerele de atunci, așa că a avut ambele mâini pe cameră pentru a opera. Acest lucru a făcut posibilă filmarea cu o cameră de mână în cele mai dificile circumstanțe chiar și din avioane. Aerul comprimat era pompat în sistemul camerei, înainte de filmare, cu o pompă specială simplă asemănătoare cu cele folosite încă pentru umflarea anvelopelor de bicicletă. Sute de camere ușoare și relativ compacte Aeroscop au fost folosite de cameramanii armatei britanice pe câmpurile de luptă din Primul Război Mondial și mai târziu de cameramanii de știri până la sfârșitul anilor 1920, când au apărut aparate de filmat mai moderne ca Eyemo⁠(d) și mai târziu Bolex⁠(d). Cu toate acestea, există fotografii de arhivă ale camerelor Aeroscop folosite de cameramanii armatei britanice până în 1940, la începutul celui de-al doilea război mondial.
De îndată ce Polonia și-a recăpătat independența în noiembrie 1918, Prószyński s-a întors cu soția sa de origine engleză, Dorothy, și cu copiii Kazimierz junior și Irena. Încă de la început, a fost dificil să găsească parteneri de afaceri pentru invenția sa. În 1922, a reușit să înființeze o companie Oko (cuvântul în poloneză pentru: ochi) pentru a promova o cameră simplă de amatori pe care Prószyński a intenționat să o producă în masă pentru școli și public. Criza economică din anii 1920 a întrerupt planurile lui Kazimierz Prószyński. El s-a ocupat cu alte invenții, cum ar fi proiectoare simple de film pentru casă și mașini de citit pentru nevăzători, dar nu a reușit să producă în masă niciuna dintre acestea.
În timpul celui de-al doilea război mondial și al ocupației germane a Poloniei, poliția germană Gestapo a descoperit atelierul său. Aceștia i-au arestat pe Prószyński și pe colegul său de muncă sub acuzația de conspirație. A fost eliberat după 10 zile, dar Prószyński nu a reușit să înlăture orice urmă de suspiciune. Astfel acesta a fost urmărit constant de Gestapo și a trebuit să se deplaseze des pentru a scăpa de arestare. În cele din urmă, la 25 august 1944, în timpul revoltei de la Varșovia, a fost arestat.
Kazimierz Prószyński a murit în lagărul de concentrare Mauthausen-Gusen în primăvara anului 1945, ca prizonierul numărul 129957, cu puțin timp înainte de apariția trupelor americane în luna mai.
Kazimierz Prószyński este considerat, împreună cu Bolesław Matuszewski, unul dintre cei mai importanți pionieri ai cinematografiei poloneze.

## Ślizgawka w Łazienkach

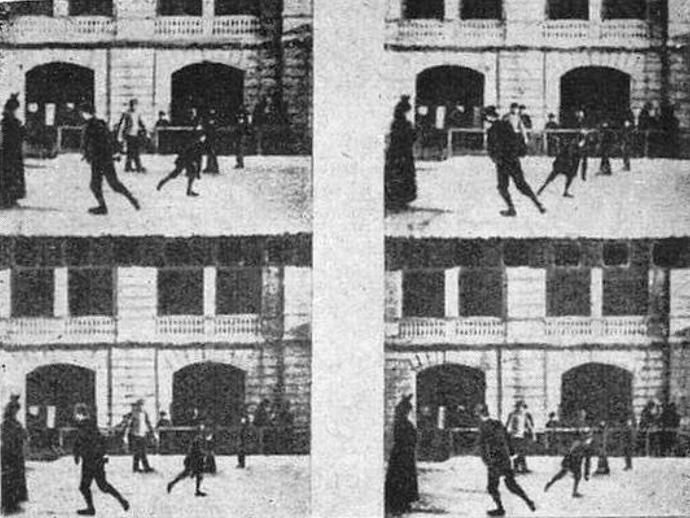
Cele patru cadre care au supraviețuit din Ślizgawka w Łazienkach, aşa cum au fost publicate în presa poloneză.

Ślizgawka w Łazienkach (cu sensul de Patinoar cu role în parcul Łazienki) este probabil primul film din istoria cinematografiei poloneze, a fost realizat de Kazimierz Prószyński la Varșovia între 1894 și 1896. Filmul prezintă patinatori pe patinoarul din Varșovia.
Data de producție a filmului nu este determinată cu exactitate, undeva între 1894 și 1896. A fost lansat în 1902, în Polonia, atunci ocupată de Imperiul Rus. Filmul nu a supraviețuit până în prezent, acesta a fost distrus sau a fost pierdut. Pe de altă parte, există descrieri în presa poloneză care documentează primele proiecții de filme din Polonia organizate de Kazimierz Prószyński și patru cadre din film au fost publicate în presa de la Varșovia.